# Taj Mahal
O Taj Mahal (em hindi: ताज महल) é um mausoléu situado em Agra, na Índia, sendo o mais conhecido dos monumentos do país. Encontra-se classificado pela UNESCO como Patrimônio da Humanidade. Foi anunciado em 2007 como uma das sete maravilhas do mundo moderno.
A obra foi feita entre 1632 e 1653 com a força de cerca de 20 mil homens, trazidos de várias cidades do Oriente, para trabalhar no suntuoso monumento de mármore branco que o imperador Shah Jahan mandou construir em memória de sua esposa favorita, Aryumand Banu Begam, a quem chamava de Mumtaz Mahal ("A joia do palácio"). Ela morreu após dar à luz o 14.º filho, tendo o Taj Mahal sido construído sobre seu túmulo, junto ao rio Yamuna.
Assim, o Taj Mahal é também conhecido como a maior prova de amor do mundo, contendo inscrições retiradas do Alcorão. É incrustado com pedras semipreciosas, tais como o lápis-lazúli entre outras. A sua cúpula é costurada com fios de ouro. O edifício é flanqueado por duas mesquitas e cercado por quatro minaretes. Supõe-se que o imperador pretendesse fazer uma réplica do Taj Mahal original na outra margem do rio, em mármore preto, mas acabou morto antes do início das obras por um de seus filhos.

## Origem e inspiração

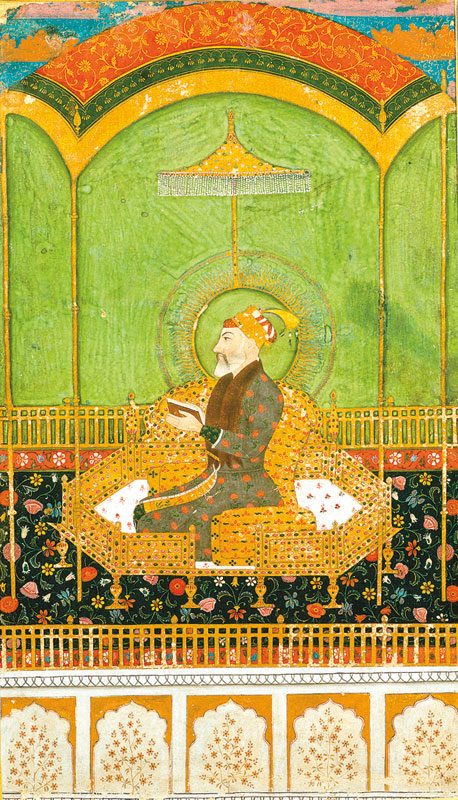
Imperador Shah Jahan

O imperador Shah Jahan foi um prolífero mecenas, com recursos praticamente ilimitados. Sob a sua tutela construíram-se os palácios e jardins de Shalimar em Lahore, também em honra da sua esposa.[carece de fontes?]
Mumtaz Mahal deu ao seu esposo 14 filhos, mas faleceu no último parto e o imperador, desolado, iniciou quase de seguida a construção do Taj como oferta póstuma. Todos os pormenores do edifício mostram a sua natureza romântica e o conjunto promove uma estética esplêndida. Aproveitando uma visita realizada em 1663, o explorador francês François Bernier realizou o seguinte retrato do Taj Mahal e dos motivos do imperador que levaram à sua edificação:
| “ | […] Completarei esta carta com uma descrição dos maravilhosos mausoléus que outorgam total superioridade a Agra sobre Deli. Um destes foi erigido por Jehan-guyre em honra do seu pai Ekbar, e Xá Jahan construiu outro de extraordinária e celebrada beleza, em memória da sua esposa Tage Mehale, de quem de diz que o seu esposo estava tão apaixonado que lhe foi fiel toda a sua vida e, após a sua morte, ficou tão afectado que não tardou em segui-la para a morte. | ” |

## Síntese histórica

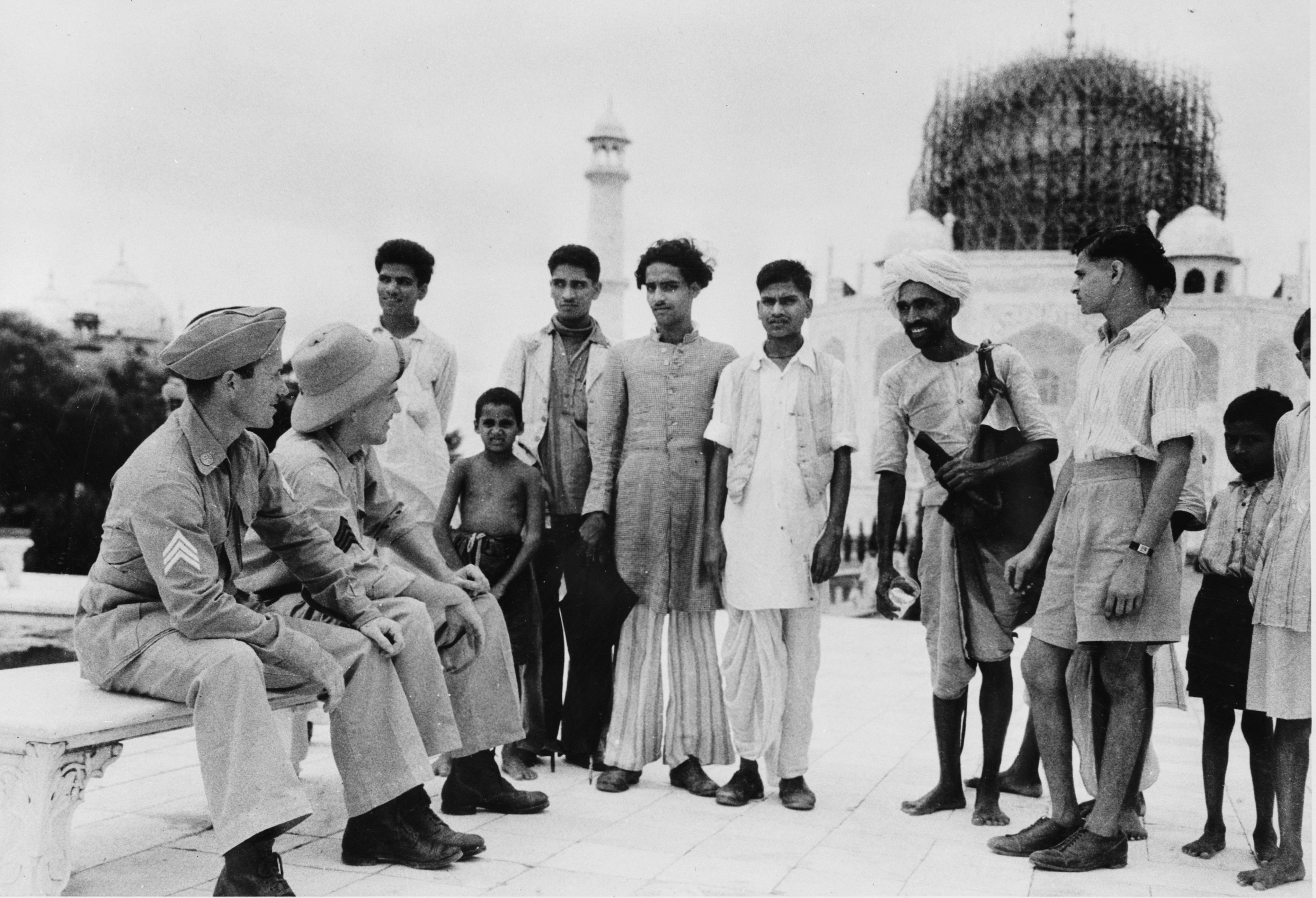
Soldados estado-unidenses em 1942, em frente do Taj Mahal, cuja cúpula se encontra coberta pelo gigantesco andaime que a protegeria de eventuais ataques das forças aéreas alemãs e japonesas

A pouco tempo do término da obra em 1657, Xá Jahan adoeceu gravemente e o seu filho Xá Xuja declarou-se imperador em Bengala, enquanto Murad, com o apoio do seu irmão Aurangzeb, fazia o mesmo em Guzerate. Quando Xá Jahan, caído doente no seu leito, se rendeu aos ataques dos seus filhos, Aurangzeb permitiu-lhe continuar a viver exilado no forte de Agra. A lenda conta que passou o resto dos seus dias observando pela janela o Taj Mahal e, depois da sua morte em 1666, Aurangzeb sepultou-o no mausoléu lado a lado com a esposa, gerando a única ruptura da perfeita simetria do conjunto.[carece de fontes?]
Em finais do século XIX vários sectores do Taj Mahal estavam muito deteriorados por falta de manutenção e durante a época da rebelião hindu, em 1857, foi arrestado por soldados britânicos e oficiais do governo, que lhes arrancavam as pedras embutidas nas paredes e o lápis-lazúli dos seus muros. Em 1908 completou-se a restauração ordenada pelo vice-rei britânico, Lord Curzon, que também incluiu o grande candelabro da câmara interior segundo o modelo de um similar que se encontrava numa mesquita no Cairo. Curzon ordenou a remodelação dos jardins ao estilo inglês que ainda hoje se conservam.[carece de fontes?]
Durante o século XX melhorou o cuidado com o monumento. Em 1942 o governo construiu um andaime gigantesco cobrindo a cúpula, prevendo um ataque aéreo da Luftwaffe e, posteriormente, da força aérea japonesa. Esta protecção voltou a erguer-se durante as guerras indo-paquistanesas, de 1965 a 1971. As ameaças mais recentes provêm da poluição ambiental nas ribeiras do rio Yamuna e da chuva ácida causada pela refinaria de Matura. Ambos os problemas são objecto de vários recursos ante a Corte Suprema da Justiça da Índia.[carece de fontes?]
Em 1993, foi eleito como Património Mundial da Humanidade pela UNESCO, e é hoje um importante destino turístico. Recentemente, alguns sectores sunitas reclamaram para si a propriedade do edifício, baseando-se de que se trata do mausoléu de uma mulher desposada por um membro deste culto islâmico. O governo indiano rejeitou a reclamação considerando-a mal fundamentada, já que o Taj Mahal é propriedade de toda a nação indiana.[carece de fontes?]

## Desenho

### Elementos formais

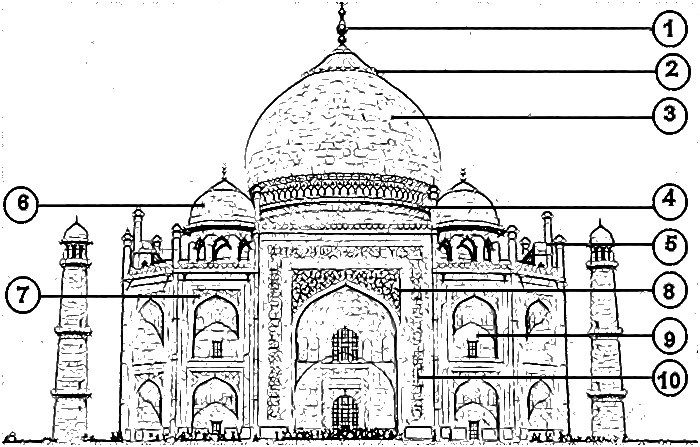
Elementos formais do Taj Mahal

Os elementos formais e decorativos são empregues repetida e consistentemente por todo o complexo, unificando o vocabulário estético. As principais características do mausoléu refletem-se no resto da construção:
1. Pináculo: remate ornamentado das cúpulas usado nos pagodes asiáticos igualmente;
2. Decorações de lótus: esquemas cujo motivo é a flor de lótus, esculpidos nas cúpulas;
3. Amrud: Cúpula em forma de cebola, típica na arquitectura islâmica e que, mais tarde, seria usada na Rússia;
4. Tambor: base cilíndrica da cúpula, que serve de apoio e transição formal sobre o resto do edifício;
5. Guldasta: agulha decorativa fixa no rebordo das balaustradas;
6. Chattri: galeria de colunas e cúpula, utilizado principalmente em monumentos de carisma comemorativo;
7. Cenefas: painéis esculpidos sobre as arcadas;
8. Caligrafia: escritura estilizada de versos do Corão sobre as arcadas principais;
9. Arcadas ou portais: também denominados pishtaq (palavra persa para os portais);
10. Dados: painéis decorativos sobrepostos às parede da fachada frontal do edifício.

### Influências

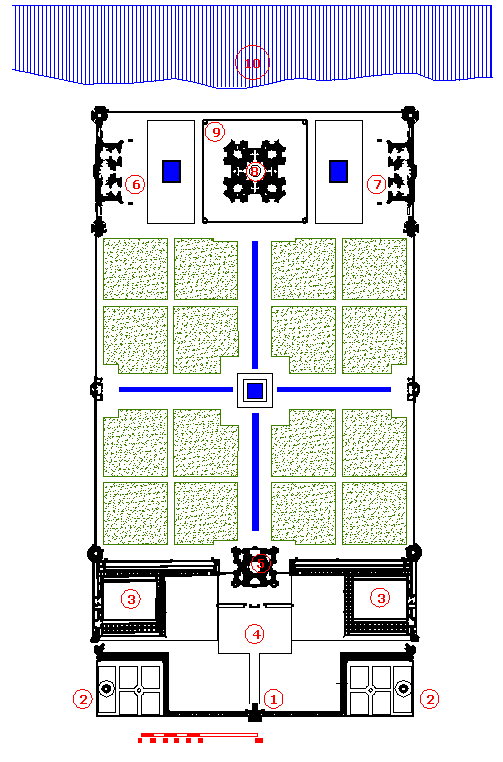
Planta do conjunto

O Taj Mahal incorpora e amplia as tradições idílicas do Islão, da Pérsia, da Índia e da arquitectura mogol antiga.[carece de fontes?]
O desenho geral do projecto inspirou-se numa série de edifícios mogóis, entre os quais a tumba de Itmad-Ud-Daulah e a Jama Masjid, em Deli. Sob o mecenato de Xá Jahan, a arquitectura mogol alcançou novos níveis de refinamento. Antes do Taj Mahal era habitual edificar com pedra vermelha, mas o imperador promoveu o uso de mármore branco com incrustações de pedras semipreciosas.[carece de fontes?]
Os artesãos indianos, especialmente escultores e decoradores, percorriam os países asiáticos durante esta época e o seu trabalho era particularmente apreciado pelos construtores de mausoléus. A arquitectura palaciana mogol, aplicada noutros edifícios indianos (como o palácio Man Sing, em Galore), foi a grande fonte inspiradora dos chattris que se veem no Taj Mahal.[carece de fontes?]

### Simetria e Salas
O conjunto do Taj Mahal, com a sua fachada principal perpendicular a uma ribeira do Yamuna, foi construído com os seguintes elementos arquitectónicos:
1. Portal de acesso;
2. Tumbas secundárias;
3. Pátios;
4. Pátio (esplanada) de acesso principal;
5. Darwaza ou forte de acesso;
6. Jabaz;
7. Mesquita;
8. Mausoléu;
9. Minaretes.

No centro, os amplos jardins divididos em quadrados, organizam-se mediante a cruz formada pelos canais. A superfície da água reflete os edifícios, produzindo um efeito adicional de simetria.[carece de fontes?]

## Os jardins

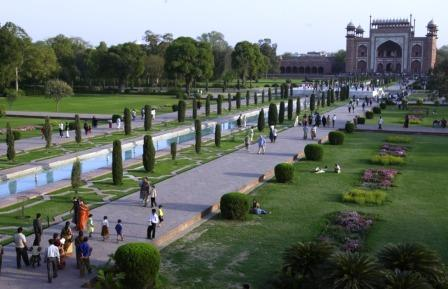
O jardim com os caminhos junto ao tanque central

O complexo encontra-se rodeado de um grande chahar bagh que mede 320 x 300 metros e inclui canteiros de flores, caminhos elevados, avenidas de árvores, fontes, cursos de água, e pilares que reflectem a imagem dos edifícios na água.[carece de fontes?]
Cada secção do jardim é dividida por caminhos em 16 canteiros de flores, com um tanque central de mármore a meio caminho entre a entrada e o mausoléu, que devolve a imagem reflectida do edifício.[carece de fontes?]
O chahar bagh foi introduzido na Índia por Babur, o primeiro imperador mogol, segundo um desenho inspirado na tradição persa a fim de representar os jardins do paraíso. Nos textos místicos do Islão no período mogol, o paraíso é descrito como um jardim ideal, pleno de abundância. A água tem um papel-chave nestas descrições, já que se referem quatro rios que surgem de uma fonte central, constituída por montanhas, que dividem o Éden em quatro partes segundo os pontos cardeais (norte, sul, leste e oeste).[carece de fontes?]
A maioria destes jardins mogóis são de forma rectangular, com um pavilhão central. O Taj Mahal é invulgar neste sentido, já que situa o edifício principal, o mausoléu, num dos extremos. Mas a recente descoberta da existência do "Mahtab bagh" (Jardim da Lua) na ribeira oposta do rio Yamuna permite uma interpretação distinta, incorporando o vale no desenho global de tal forma que se converta em um dos rios do paraíso.[carece de fontes?]
O traçado dos jardins e as características arquitectónicas principais, como as fontes, caminhos de mármore e azulejo, e canteiros lineares do mesmo material — similares ao jardim de Shalimar — sugerem que podem ter sido desenhados pelo mesmo engenheiro, Ali Mardan.[carece de fontes?]
As descrições mais antigas do jardim mencionam sua profunda vegetação, com abundância de rosas, narcisos e árvores frutíferas. Com a declinação do império mogol também decresceu o mantimento, e quando os britânicos assumem o controle do Taj Mahal, introduzem modificações paisagísticas para refletir melhor o estilo dos jardins de Londres. No entanto, os visitantes poderão admirar-se ao ver os jardineiros cortar a relva com uma máquina puxada por bois.

## Edifícios secundários

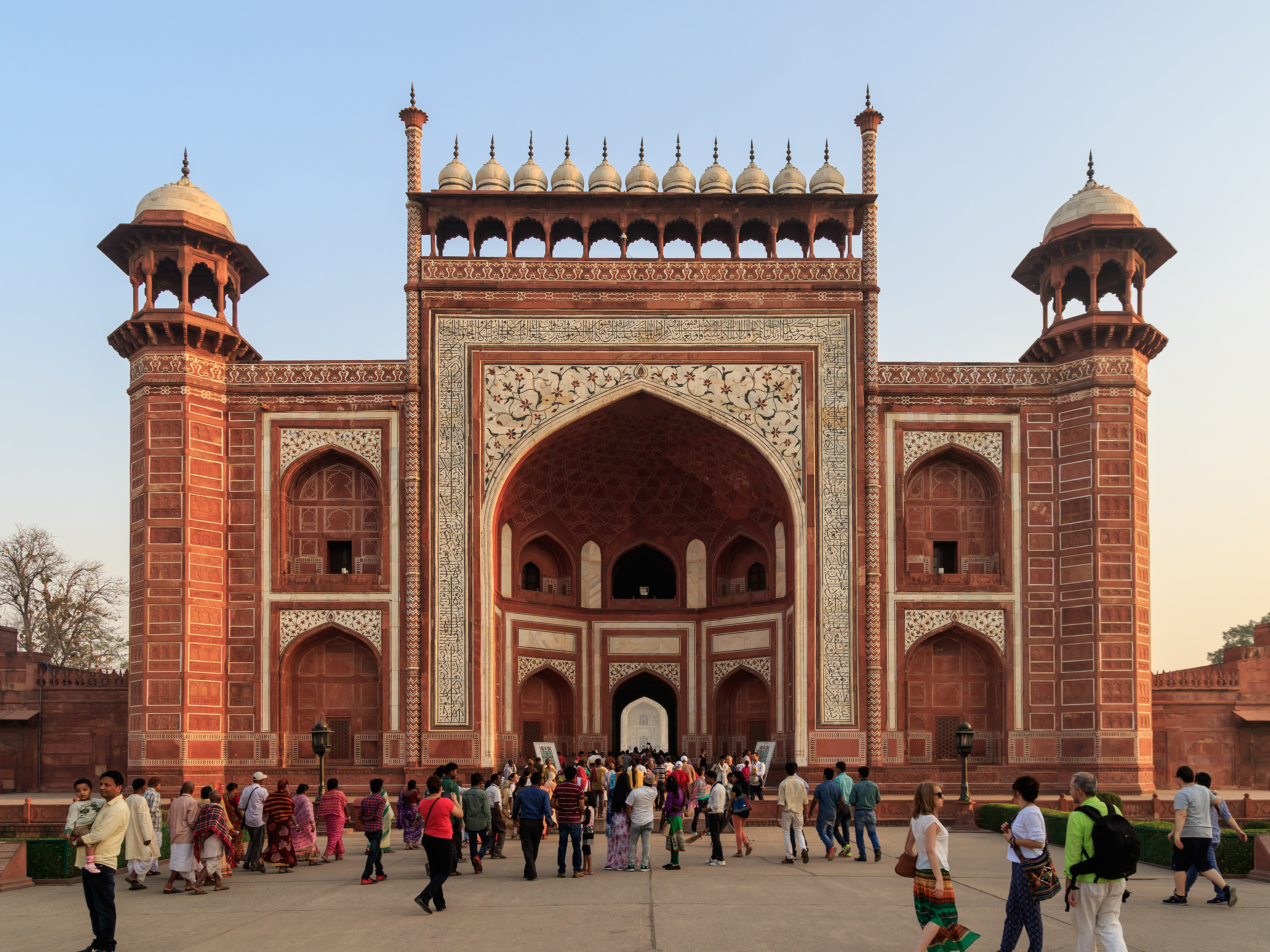
Darwaza de acesso ao Taj Mahal

O complexo está limitado por três lados por um muro em pedra vermelha. Após os muros, existem vários mausoléus secundários, incluindo os das demais viúvas de Xá Jahan e do servente favorito de Mumtaz. Estes edifícios, construídos principalmente com pedra vermelha, são típicos dos edifícios funerários mogóis da época.[carece de fontes?]
Do lado interior os muros completam-se com uma colunata coroada por vários arco, característica comum nos templos hindus, incorporada nas mesquitas mogóis. A distâncias fixas incluem-se os chattris e outras pequenas construções que podem ter sido utilizadas como miradouros, incluindo a que actualmente se chama «Casa da Música», utilizada como museu.[carece de fontes?]

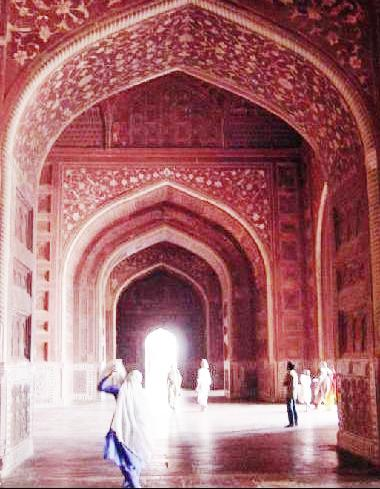
Interior do jawab usado possivelmente como hospedaria

A entrada principal, a "darwaza", é um edifício monumental construído também em pedra vermelha. O estilo recorda a arquitectura mogol e os primeiros imperadores. As suas arcadas repetem as formas do mausoléu, e incorporam a mesma caligrafia decorativa. Se utilizam decorações florais em baixo-relevo e incrustações. As paredes e os tectos abobadado apresentam elaborados desenhos geométricos, similares aos que existem em outros edifícios do complexo. Originalmente a entrada fechava-se com duas grandes portas de prata, que foram desmontadas e fundidas pelos jates em 1764.[carece de fontes?]

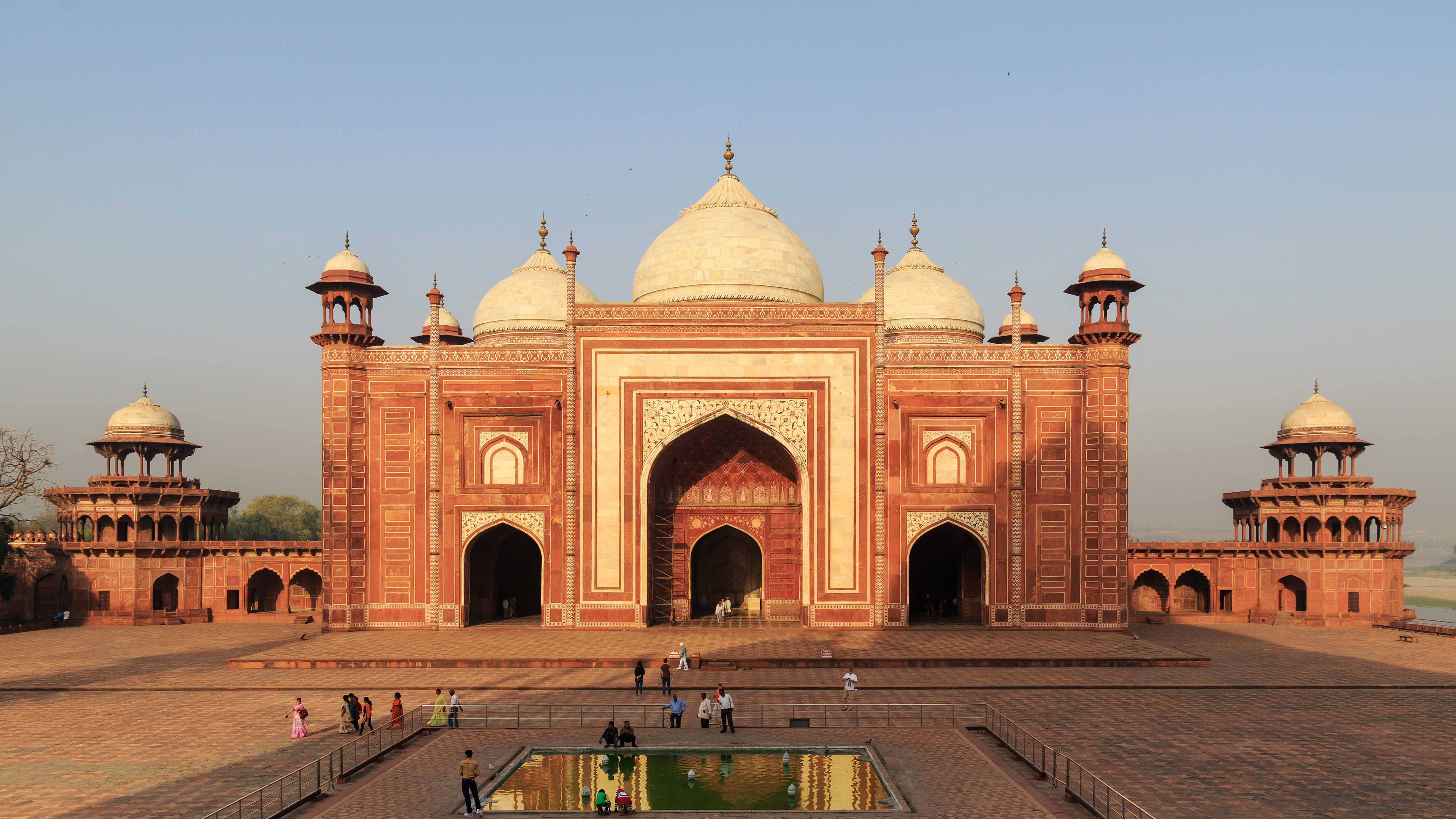
O masjid, a mesquita

No extremo do complexo erguem-se dois grandes edifícios laterais ao mausoléu, paralelos aos muros leste e oeste. Ambos são fiéis ao reflexo um do outro. O edifício ocidental é uma mesquita e o seu oposto é o jawab, cujo sentido original era balancear a composição arquitectónica e crê-se que foi usado como hospedaria. As diferenças consistem em que o jawab não tem minarete e os seus pisos apresentam desenhos geométricos, enquanto os da mesquita estão decorados com um desenho em mármore negro que marca a posição das tapeçarias para a oração de 569 fiéis.[carece de fontes?]
O projecto básico da mesquita é similar a outras construções mandadas edificar por Xá Jahan, especialmente a Jama Masjid, em Deli, que consiste numa grande sala rematada por três cúpulas. As mesquitas mogóis desta época dividem o santuário em três áreas distintas: um sector principal com duas alas.[carece de fontes?]

## O mausoléu

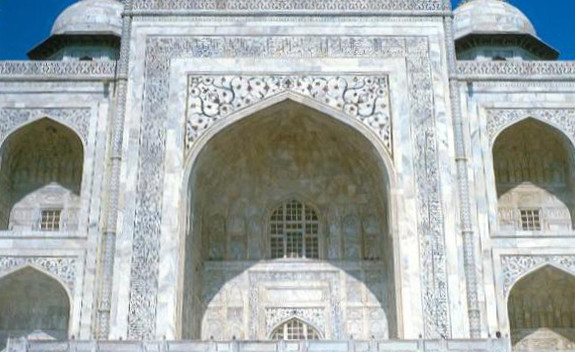
O Iwan principal do mausoléu

O foco visual do Taj Mahal, ainda que não se localize no centro do conjunto, é o mausoléu de mármore branco. Como a maioria dos edifícios funerários mogóis, os elementos básicos são de origem persa. Um edifício simétrico com um iwan e coroado por uma grande cúpula.[carece de fontes?]
A tumba descansa sobre um pedestal quadrado. O edifício consiste numa grande superfície dividida em múltiplas salas, das quais a central alberga o cenotáfio de Xá Jahan e Muntaz. Na realidade, as tumbas reais encontram-se num nível inferior.[carece de fontes?]
A base é essencialmente um cubo com vértices cortados, de 55 metros de lado. Sobre cada lado, uma grande pishtaq ou arcada rodeia o iwan, com um nível superior similar de balcões. Estes arco principais elevam-se até ao tecto da base, gerando uma fachada integrada.[carece de fontes?]

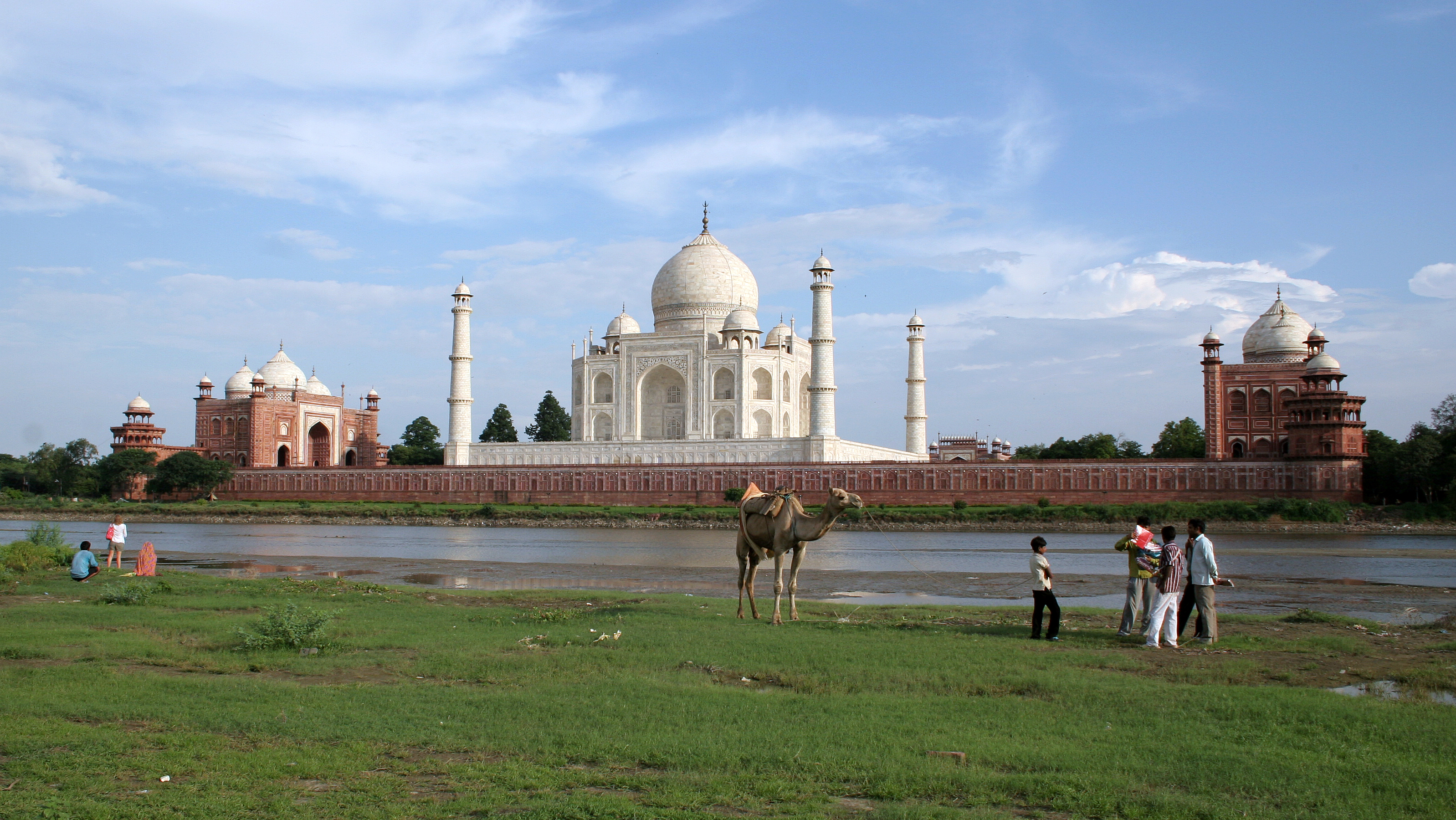
O Taj Mahal visto do rio Yamuna

A cada lado da arcada principal, há arcadas menores em cima e em baixo. Este motivo repete-se nas esquinas. O projecto é completamente uniforme e consistente nos quatro lados da base. Em cada esquina do pedestal base, um minarete complementa o conjunto.[carece de fontes?]
A cúpula de mármore branco sobre o mausoléu é visivelmente o mais espectacular elemento do conjunto. A sua altura é quase igual à da base, em torno de 35 metros, dimensão que se acentua por estar apoiada num tambor circular de sete metros de altura.[carece de fontes?]
A cúpula tem uma forma de cebola. Os árabes chamam a esta tipologia da cúpula amrud, ou seja, com forma de maçã. O terço superior da cúpula está decorado com um anel de flores de lótus em relevo, e no remate uma agulha ou finial dourada combina tradições islâmicas e hindus. Esta agulha termina numa lua crescente, motivo típico islâmico, com os seus extremos apontando para o céu. Pela sua colocação sobre a agulha, o topo desta e os extremos da lua combinados formam uma figura semelhante a um tridente, exacerbo do símbolo tradicional hindu para a divindade de Xiva. O corpo final contém, aliás, uma série de formas bolbosas.

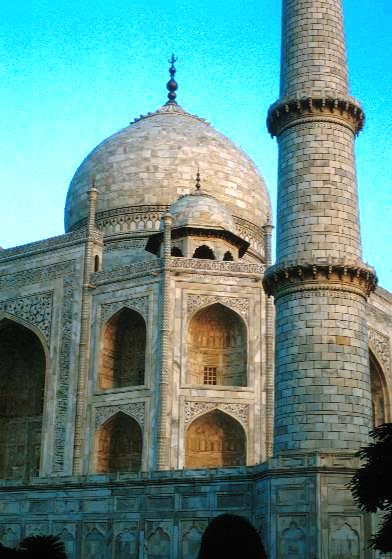
Base, cúpula e minarete

A figura central mostra um forte parecido com o kalash ou kumbh, o barco sagrado da tradição hindu. A forma da cúpula enfatiza-se também pelos quatro chattris em cada esquina. As cúpulas destes replicam a forma da central. As suas bases decoradas com colunas abrem através do tecto do mausoléu um espaço para a entrada de luz natural no interior do espaço fechado. Os chattris também estão rematados por finiais.[carece de fontes?]
Nas parede laterais, as estilizadas espirais decoradas em relevo ajudam a aumentar a sensação de altura do edifício, e repetem-se os motivos de lótus ao longo desta e das restantes, assim como em todos os chattris.[carece de fontes?]
Em cada esquina do pedestal eleva-se um minarete: quatro grandes torres de mais de 40 m de altura que novamente mostram a atracção do Taj pelo desenho simétrico e repetitivo, criando em parte vários padrões. As torres estão desenhadas como minaretes funcionais, elemento tradicional das mesquitas onde o almuadem chama os fiéis islâmicos à oração. Cada minarete está dividido em três partes iguais por dois balcões que o rodeiam com anéis. No topo da torre, um terraço coberto por um chattri repete o desenho do mausoléu.[carece de fontes?]
Estes chattris têm todos os mesmos detalhes de acabamento: o desenho de flor de lótus e o final dourado sobre a cúpula. Cada minarete foi construído levemente inclinado para fora do conjunto. Desta maneira, em caso de queda, algo não tão improvável nesse tempo para construções de semelhante altura, o material iria cair longe do templo.[carece de fontes?]

## Decoração

### Exterior

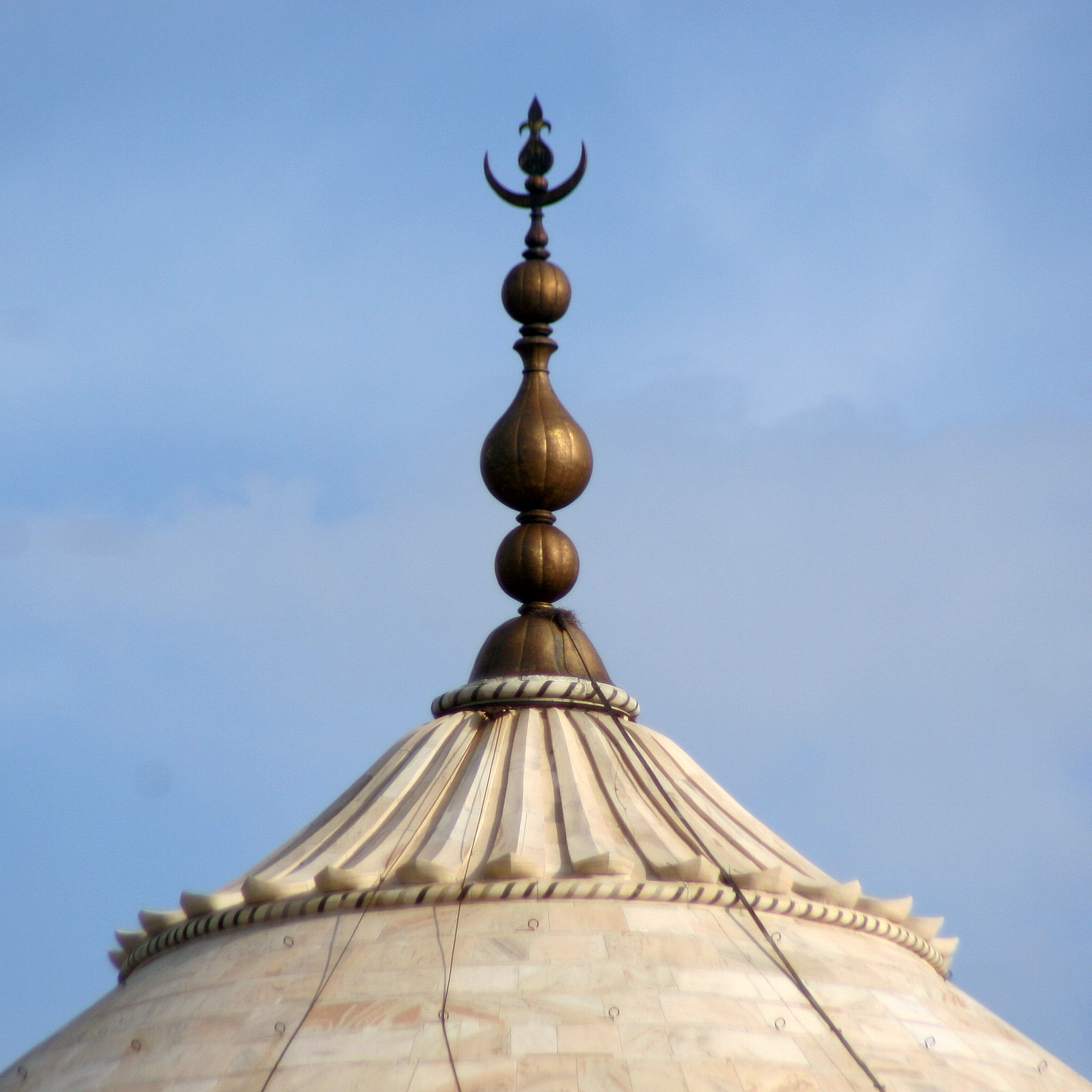
Detalhe da cúpula do mausoléu

Praticamente toda a superfície do complexo foi ornamentada e encontra-se entre as mais belas decorações exteriores mogóis de qualquer época. Também neste aspecto, os motivos repetem-se em todos os edifícios e elementos. Da proporção ao tamanho da superfície a decorar, a decoração exterior vislumbra-se mais ou menos refinada e detalhada. Os elementos decorativos pertencem basicamente a três categorias, recordando que a religião islâmica proíbe a representação da figura humana:
- Caligrafia
- Elementos geométricos abstractos
- Motivos vegetais

Estas decorações efectuaram-se com três técnicas diferentes:
- Pintura ou estuque aplicado sobre as paredes
- Incrustação de pedras
- Esculturas

#### Caligrafia

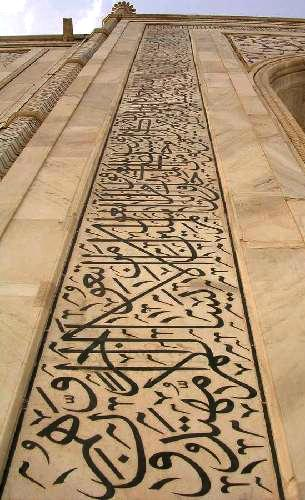
Caligrafia sobre o grande portal de acesso ao mausoléu

As passagens do Corão são utilizadas em todo o complexo como elementos decorativos. Os textos criados pelo calígrafo persa da corte mogol Amanat Khan são tão detalhados e fantasiosos, que se tornam quase ilegíveis. A assinatura do calígrafo surge em vários painéis.[carece de fontes?]
A letras estão incrustadas com quartzo opaco sobre os painéis de mármore branco. Alguns dos trabalhos são extremamente detalhados e delicados, especialmente os que se encontram no mármore dos cenotáfios da tumba. Os painéis superiores estão escritos com caligrafia proporcionada para compensar a distorção visual ao observá-los desde baixo.[carece de fontes?]
Estudos recentes sugerem que foi também Amanat Khan quem seleccionou as passagens do Corão. Os textos referem em geral temas de justiças, de inferno para os incrédulos e de promessa de paraíso para os fiéis. Entre as principais passagens, incluem-se as seguintes suras: 91 (o sol) , 112 (pureza da fé) , 89 (descanso diário) , 93 (luz da manhã), 95 (as figueiras), 94 (a abertura), 36 (Ya Sin) , 81 (a escuridão), 84 (a ferida), 98 (a evidência), 67 (o domínio) , 48 (a vitória), 77 (os enviados) e 39 (os grupos).[carece de fontes?]

#### Decoração geométrica abstracta
As formas de arte abstractas são utilizadas especialmente no pedestal do mausoléu, nos minaretes, na mesquita, no jawab, e também em superfícies menores do templo. As cúpulas e abóbadas dos edifícios de pedra estão trabalhadas com traceria. As cúpulas e abóbadas dos edifícios de pedra estão trabalhadas com traceria para criar elaboradas formas geométricas.[carece de fontes?]
Nas zonas de transição o espaço entre elementos vizinhos preenche-se com traceria, formando padrões em V. Nos edifícios de pedra vermelha usa-se uma traceria branca e sobre o mármore branco utiliza-se como elemento contrastante uma traceria escura ou mesmo negra. O chão está coberto por mosaicos de cores e formas distintas combinados em padrões geométricos diferentes.[carece de fontes?]
A técnica da incrustação sobre as placas de mármore apresenta tal perfeição que as juntas entre as pedras e gemas incrustadas apenas se distinguem com uma lente de aumento, uma lupa. Uma flor, de apenas sete centímetros quadrados, tem 60 incrustações ou marchetarias diferentes, que oferecem ao tecto uma superfície irregular.[carece de fontes?]

#### Motivos vegetais

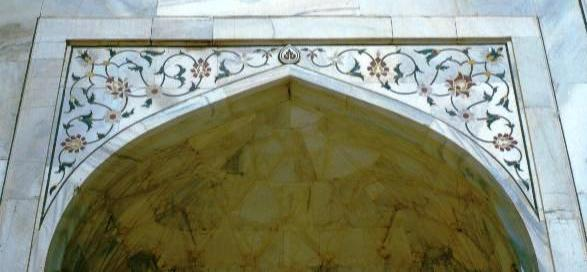
Motivos vegetais: detalhe do painel junto a um arco

As parede baixas do templo funerário mostram frisos de mármore com baixos-relevos de flores e vegetais que foram polidos para ressaltar o extremo requinte do trabalho. Os frisos e as arcadas foram decorados com incrustações de pedras semipreciosas formando desenhos muito estilizados de flores, frutos e outros vegetais. As pedras incrustadas são mármore amarelo, jade, quartzo polido e outras gemas menores.[carece de fontes?]

### Interior
A sala central do Taj Mahal apresenta uma decoração que vai para além das técnicas tradicionais, e aparenta com formas mais elevadas da arte manual, como a ourivesaria e a joalharia. Aqui o material usado para as incrustações já não é mármore ou jade, mas sim gemas preciosas e semipreciosas. Cada elemento decorativo do exterior foi redefinido mediante a forma das joias. A sala principal contém ainda os cenotáfios de Mumtaz e Xá Jahan, obras-primas de artesanato, sem precedentes na época.[carece de fontes?]
A forma da sala é octogonal e ainda que o desenho permita ingressar por qualquer dos lados, só a porta sul, em direcção aos jardins é usada habitualmente. As paredes interiores têm aproximadamente 25 metros de altura, sobre as quais se construiu uma falsa cúpula interior decorada com motivos solares. Oito arco definem o espaço a nível do solo. Similar ao que se sucede no exterior, a cada meio arco sobrepõe-se um segundo a meia altura na parede. Os quatro arcos centrais superiores formam balcões com miradouros para o exterior. Cada janela deste balcões leva um intrincado trabalho de mármore, o o jali. Além da luz proveniente dos balcões, a iluminação complementa-se com a que ingressa através dos chattris em cada esquina da cúpula exterior.[carece de fontes?]
Cada uma das paredes da sala foi detalhadamente decorada com frisos em baixo-relevo, intrincadas incrustações de pedraria e refinados painéis de caligrafia, refletindo inclusivamente o nível minimalista do complexo. Com estes elementos, cria-se uma espécie de ligação ou fusão simétrica do espaço interior e exterior, numa linha decorativa que permite que contactem directamente os dois espaços do complexo funerário.[carece de fontes?]
A tradição muçulmana proíbe a decoração elaborada das campas, pelo que os corpos de Mumtaz e Xá Jahan descansam numa câmara relativamente simples debaixo da sala principal do Taj Mahal. Estão sepultados segundo um eixo norte-sul, com os rostos inclinados para a direita, em direcção a Meca.[carece de fontes?]

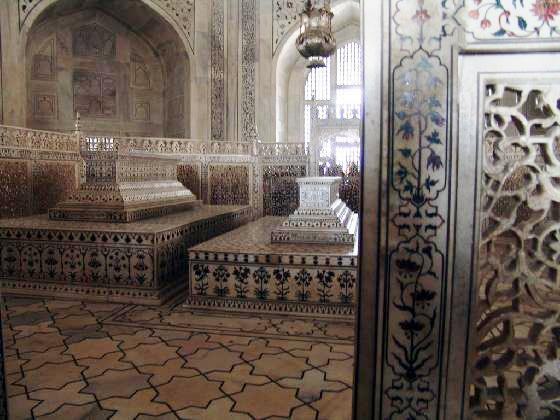
Os cenotáfios, as campas vazias

Todo o Taj Mahal se centra em redor dos cenotáfios que duplicam em forma exacta a posição das duas campas e são cópia idêntica das pedras do sepulcro inferior.[carece de fontes?]
O cenotáfio de Mumtaz ergue-se no centro exacto da sala principal, sobre uma base rectangular de mármore de aproximadamente 1,50 × 2,50 metros. Há uma pequena urna também de mármore. Tanto a base como a urna estão incrustadas com um requintado trabalho de gemas. As inscrições têm a função de identificar Mumtaz e protegê-la, em jeito de oração. Na tampa da urna sobressai um placa, que se assemelha a um quadro de escola.[carece de fontes?]
O cenotáfio de Xá Jahan está junto ao de Mumtaz, formando a única disposição assimétrica de todo o complexo. É maior que o da sua esposa, mas contém os mesmos elementos: uma grande urna com base alta, também decorada com maravilhosa precisão mediante incrustações e caligrafia identificadora. Sobre a tampa da urna existe uma escultura de uma pequena caixa de penas de escrever.

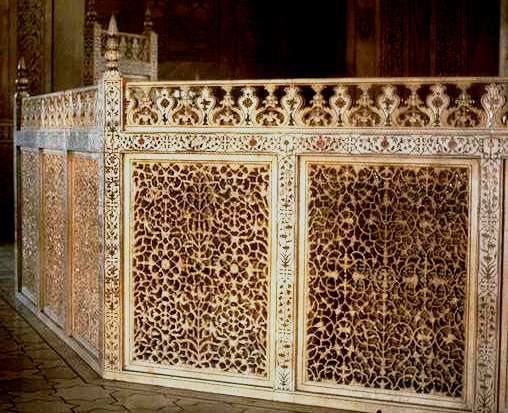
Placas do cenotáfio, em mármore talhado e com incrustações de pedras preciosas

## Processo construtivo
A construção do Taj Mahal iniciou-se com a fundação do mausoléu. Escavou-se e formou-se com os escombros uma superfície de aproximadamente 12 000 m² para reduzir o risco de infiltrações do rio. Toda a área foi levantada a uma altura de quase 15 metros sobre o nível da ribeira.[carece de fontes?]
Na zona do mausoléu cavaram-se poços até encontrar água e preencheram-se com pedra formando as bases da fundação. Deixou-se um poço aberto em torno do edifício para monitorizar as mudanças do nível da água subterrânea.[carece de fontes?]
Ao invés da utilização de andaimes de bambu, comuns na época, os trabalhadores construíram colossais andaimes de ladrilho por fora e por dentro das parede do mausoléu. Estes andaimes eram tão grandes, que muitos estimam anos como o tempo que se demorou a desmantelá-los. De acordo com a lenda, Xá Jahan decretou que qualquer um poderia levar os ladrilhos e, em consequência, muitos foram levados, durante a noite, pelos camponeses locais.[carece de fontes?]
Para transportar o mármore e outros materiais desde Agra até ao local da edificação, construiu-se uma rampa de terra de 15 km de comprimento. De acordo com os registos da época, para o transporte dos grandes blocos utilizaram-se carreiras especialmente construídas, tiradas por carros de vinte ou trinta bois. Para colocar os blocos em posição foi necessário um elaborado sistema de roldanas montadas sobre postes e vigas de madeira, e a força de juntas de bois e mulas.[carece de fontes?]
A sequência construtiva foi:
1. A base ou pedestal;
2. O mausoléu com a sua cúpula;
3. Os quatro minaretes;
4. A mesquita e o jawab;
5. O forte de acesso.

O pedestal e o mausoléu consumiram doze anos de construção. As restantes partes do complexo tomaram mais dez anos. Como o conjunto foi construído por etapas, os historiadores da época informam diferentes datas de «término», a causa possivelmente de opiniões divergentes sobre a definição da palavra «término». Por exemplo, o mausoléu em si foi completado em 1643, mas o trabalho continuou no resto do complexo.[carece de fontes?]

### Infraestrutura hidráulica
A água para o Taj Mahal provinha de uma complexa infraestrutura que incluía séries de purs, movidos por animais, que levavam a água a grandes cisternas, onde, mediante mecanismos similares, se elevava a um grande tanque de distribuição erguido sobre a planta baixa do mausoléu.[carece de fontes?]
Do tanque principal de distribuição, a água passava por três tanques subsidiários, desde os quais se conduzia a todo o complexo. A uma profundidade de 1,50 metros, corre a conduta de barro que completa o sistema de rega dos jardins. Outros canos em cobre alimentam as fontes no canal norte-sul, e escavaram canas secundários para regar o resto do jardim. As fontes não se conectaram de forma directa com os tubos de alimentação, mas sim a um tanque intermediário de cobre debaixo de cada saída, com o fim de igualar a pressão em todas. Os purs não se conservaram, mas sim o resto das instalações.[carece de fontes?]

### Artesãos e construtores

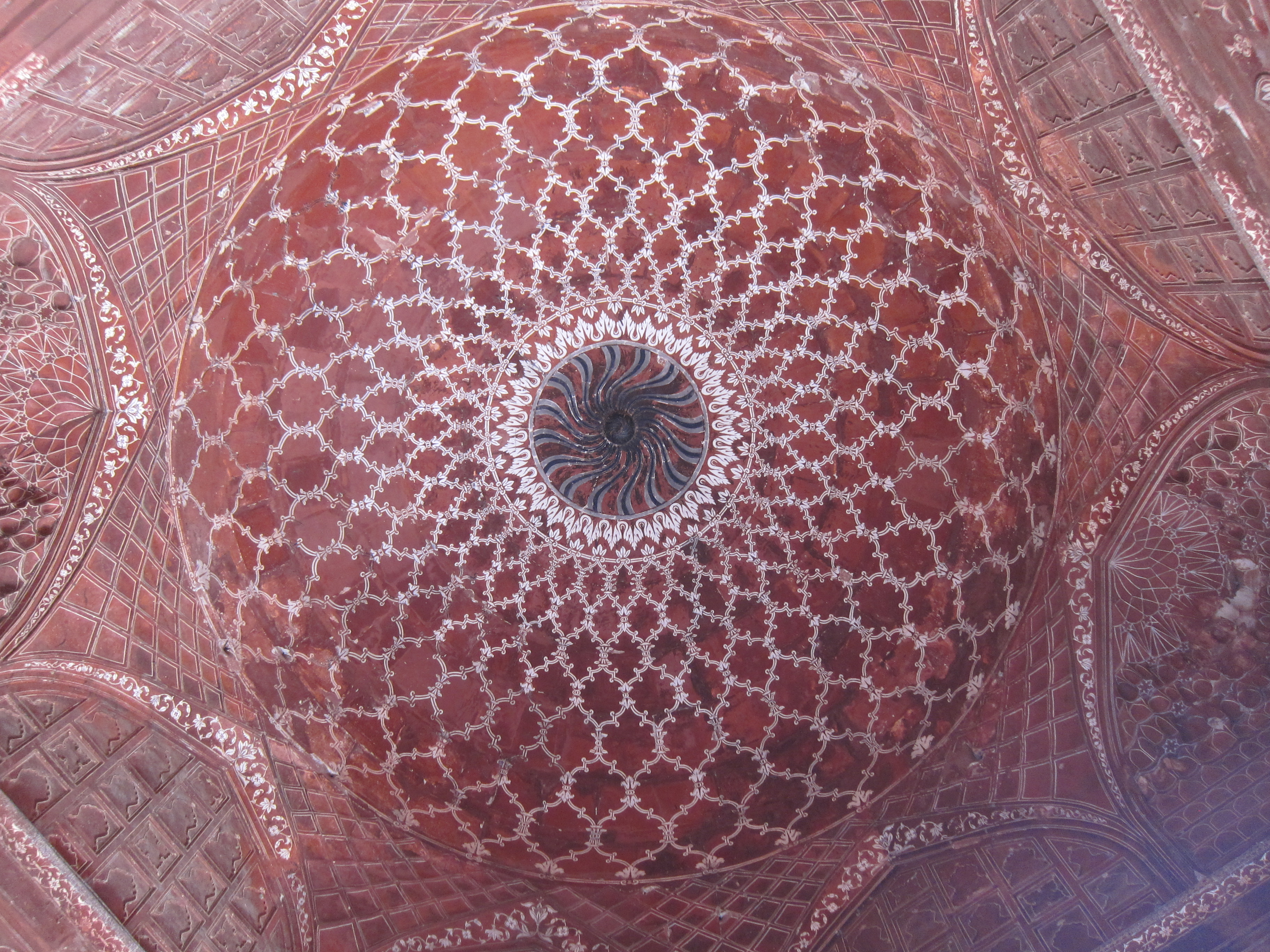
Interior da cúpula da mesquita do Taj Mahal, mostrando o trabalho geométrico em pedra

O Taj Mahal não foi projectado por uma só pessoa, mas exigiu talento de várias origens. Os nomes dos construtores das diversas especialidades que participaram na obra chegaram aos nossos dias através de diversas fontes. Dos discípulos do grande arquiteto otomano Koca Mimar Sinan Agha, Ustad Isa e Isa Muhammad Effendi, tiveram um papel-chave no desenho do complexo. Alguns textos em idioma persa mencionam Puru de Benarus como arquitecto supervisor.
A cúpula principal foi desenhada por Ismail Khan do Império Otomano, considerado o primeiro arquiteto e construtor de cúpulas daquela época. Qazim Khan, um nativo de Laore, moldou o finial de ouro maciço que coroa a cúpula principal. Chiranjilal, um artesão de Deli, foi o escultor chefe e responsável pelos mosaicos. Amanate Cã de Xiraz, Pérsia), foi o responsável da caligrafia Maomé Hanife foi o capataz dos artistas pedreiros, que produziram aí a arte de trabalhar a pedra. Mir Abdul Carim e Mukkarimat Cã de Xiraz, Pérsia, supervisionaram as finanças e a gestão da produção diária.[carece de fontes?]
O grupo de artistas incluindo escultores de Bucara, calígrafos da Síria e Pérsia, mestres em incrustação do sul da Índia, cortadores de pedra de Baluchistão, um especialista em construir torres, outro que gravava flores sobre os mármores, completando um total de 37 artesãos principais. Esta equipe directriz esteve acompanhada por uma força laboral superior a 20 000 trabalhadores recrutados em todo o norte da Índia.[carece de fontes?]
Os cronistas europeus, especialmente durante o primeiro período do Raje britânico, sugeriram que alguns dos trabalhos do Taj Mahal tinham sido obra de artesãos europeus. A maioria destas suposições eram puramente especulativas, mas uma referência de 1640, segundo a carta de um frade espanhol que visitou Agra, menciona que Geronimo Veroneo, um aventureiro italiano na corte de Xá Jahan, foi o responsável principal do desenho. Não há prova científica demonstrável para provar esta afirmação, nem se citou nenhum Veroneo nos documentos relativos à obra que ainda se conservam. E.B. Havell, o principal investigador britânico de arte indiana no último Raje descartou esta teoria por não se encontrar evidência alguma e por resultar inconsistente com os métodos empregados pelos desenhistas.
Em agosto de 2004 funcionários da organização Pesquisa Arqueológica da Índia, de Nova Déli, anunciaram a descoberta dos nomes de 671 pessoas envolvidas na construção, divididos por funções, como "construtor de cúpula" e "jardineiro". Os nomes estavam gravados numa parede soterrada, e estavam nos idiomas urdu, árabe e persa, confirmando a liderança da construção por Amade Lahori (um dos nomes descobertos).

### Materiais
O principal material empregado para a construção é o mármore branco trazido em carros puxados por bois, búfalos, elefantes e camelos desde as pedreiras de Makrana, no Rajastão, situadas a mais de 300 km de distância.
O segundo material mais utilizado é a pedra arenisca rochosa, empregada na construção da maioria dos palácios e fortes muçulmanos anteriores à era de Xá Jahan. Este material foi utilizado em combinação com o mármore negro, nas muralhas, no acesso principal, na mesquita e no jawab.
O Taj Mahal inclui, aliás, outros materiais trazidos de toda a Ásia. Mais 1 000 elefantes transportaram materiais de construção dos confins do continente. O jaspe foi importado do Punjab, e o cristal e o jade, da China.
Do Tibete trouxeram-se turquesas e do Afeganistão o lápis-lazúli, enquanto as safiras provinham de Ceilão e os quartzos da Península arábica. No total utilizaram-se 28 tipos de gemas e pedras semipreciosas para fazer as incrustações no mármore.

### Custo

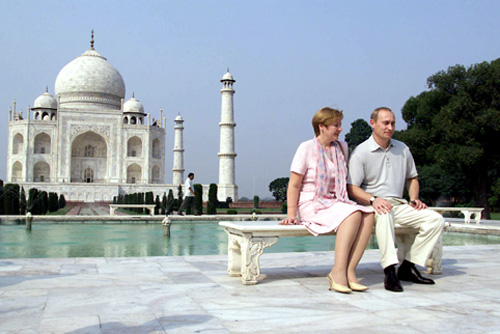
O presidente da Rússia Vladimir Putin com sua esposa em visita ao Taj Mahal em 2000

O custo total da construção do Taj Mahal é estimado em 50 milhões de rupias indianas. Naquele tempo, um grama de ouro tinha valor aproximado de 1,40 rupias, de modo que segundo a cotação atual, a soma poderia significar por volta de mil e quinhentos milhões de dólares estado-unidenses. Deve ser levado em conta, que qualquer comparação baseada no valor do ouro entre distintas épocas resulta em valores inexatos.

## Lendas e hipóteses

### Origem do nome

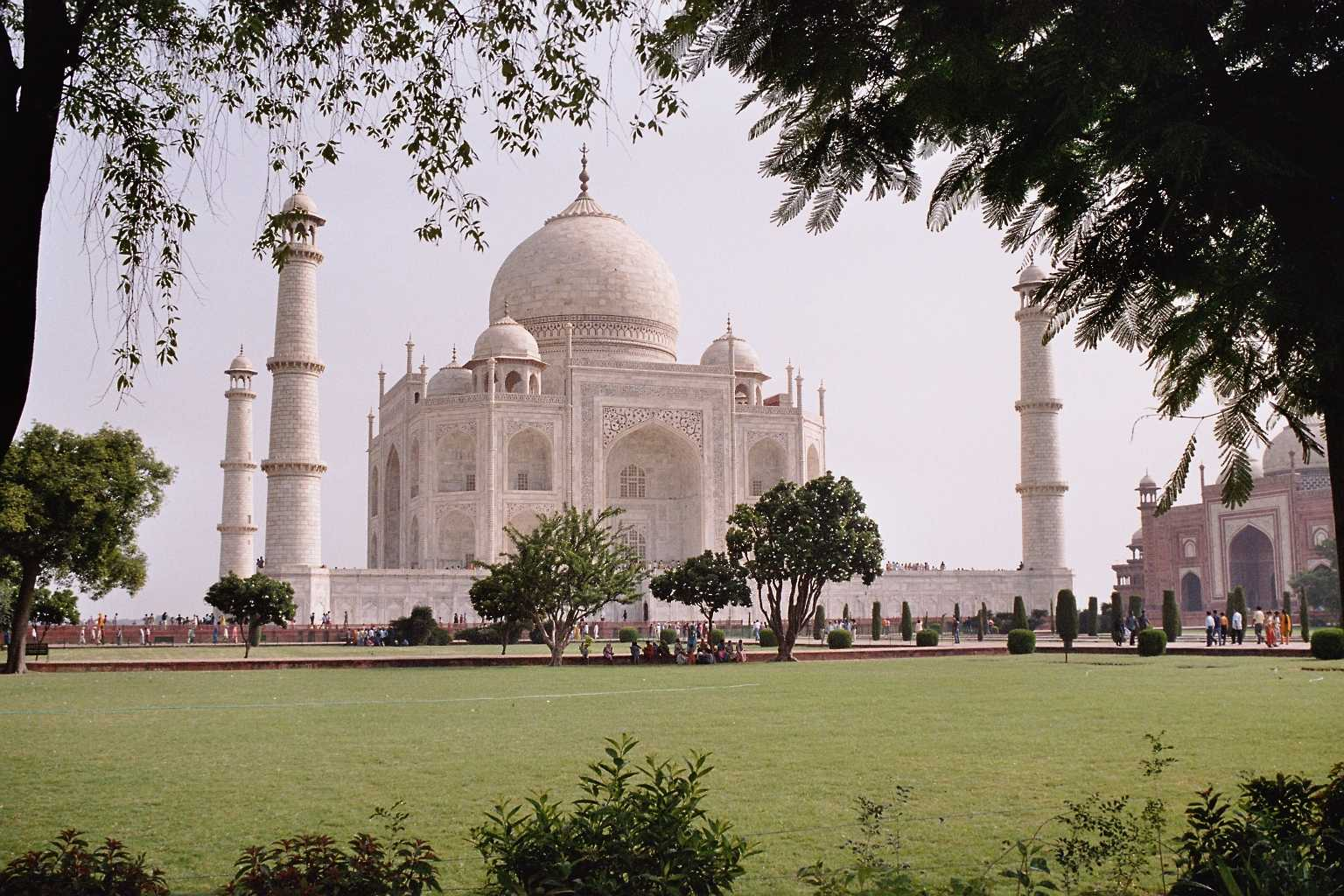
Taj Mahal significa "Coroa de Mahal"

A palavra "Taj" provém do persa, linguagem da corte mogol, e significa "Coroa", enquanto que "Mahal" é uma variante curta de Mumtaz Mahal, o nome formal na corte de Arjumand Banu Begum, cujo significado é "Primeira dama do palácio". Taj Mahal, então, refere-se à "coroa de Mahal", a amada esposa de Xá Jahan. Já em 1663 o viajante francês François Bernier mencionou o edifício como "Tage Mehale".

### O Taj Negro
Uma lenda afirma que se previu construir um mausoléu idêntico na margem oposta do rio Yamuna, substituindo o mármore branco por negro. A lenda sugere que Xá Jahan foi destronado por seu filho Aurangzeb antes de que a versão negra fosse edificada, e que os restos de mármore negro que são encontrados no rio são as bases inacabadas do segundo mausoléu.
Estudos recentes desmentem parcialmente esta hipótese e projetam novas luzes sobre o desenho do Taj Mahal. Todos os restantes grandes túmulos mogóis situavam-se em jardins formando uma cruz, com o mausoléu no centro. O Taj Mahal, pelo contrário, está disposto em forma de um grande "T" com o mausoléu num extremo. O rastro das ruínas na margem oposta do rio estende o desenho até formar um esquema de cruz, em que o próprio rio se converteria em canal central de um grande chahar bagh. A cor negra parece ser produto da ação do tempo sobre o mármore brancos originalmente abandonados no local. Os arqueólogos chamaram a este segundo e nunca construído Taj como "Mahtab Bagh", ou seja, "Jardim da Luz da Lua".
O programa do History Channel sobre o Taj Mahal especula que o Taj Negro seria a imagem do Taj Mahal refletido na água.

### O túmulo assimétrico de Xá Jahan

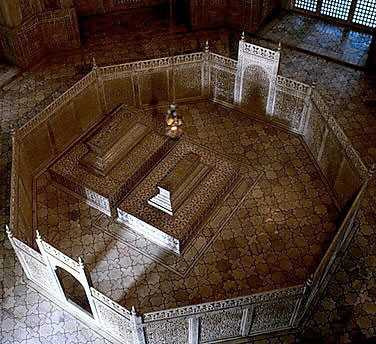
De notar que o cenotáfio de Xá Jahan está deslocado do centro, como foi colocado na sua morte

Aurangzeb situou o túmulo e o cenotáfio de Xá Jahan no Taj Mahal em vez de lhe construir um mausoléu próprio como era característico para os imperadores. Esta ruptura da simetria é atribuída por uma lenda complementar do Taj Negro à malícia ou à indiferença de Aurangzeb. Os avós deste último tinham sido já sepultados num mausoléu com configuração assimétrica semelhante.
O filho de Xá Jahan era um homem piedoso, e o Islão evita todo o tipo de ostentação, especialmente no aspecto funerário. Assim, em lugar de utilizar um ataúde, era normal usar simplesmente um sudário para sepultar os mortos.
Os livros islâmicos descrevem a sepultura em ataúdes como "um gasto inútil, que poderia ser melhor utilizado para alimentar o faminto ou ajudar o necessitado". Segundo a visão de Aurangzeb, construir um mausoléu novo para Xá Jahan teria sido um desperdício. Por isso sepultou o seu pai junto a Mumtaz Mahal sem mais complicações.

### Mutilação dos trabalhadores
Um sem-fim de histórias descrevem, muitas vezes com detalhes horripilantes, a morte, desmembramento e mutilação que Xá Jahan teria infligido a vários artesãos relacionados com a construção do mausoléu. Talvez a história mais repetida é a de que como o imperador teve à sua disposição os melhores arquitetos e decoradores, depois de completar o seu trabalho fazia-os cegar e cortar as mãos para que não pudessem voltar a construir um monumento que igualasse a superioridade do Taj Mahal. Nenhuma referência respeitável permite assegurar estas hipóteses, na qual alguns creem, por outro lado, que fosse uma prática bastante comum em relação a alguns grandes monumentos da Antiguidade.

### Elementos desaparecidos
São várias as lendas em relação a muitos elementos roubados pertencentes ao Taj Mahal. Alguns foram deteriorados pelo tempo, mas muitos dos supostos elementos em falta são apenas lendas.
Entre as falsas perdas mais difundidas, destacam-se:
- As folhas de ouro, que supostamente cobriam toda a parte da cúpula principal;
- A Varanda dourada, que teria rodeado os cenotáfios, possivelmente por confusão com os limites provisórios colocados e logo substituídos ao terminar as cantarias de mármore;
- Os diamantes, supostamente incrustados nos cenotáfios;
- O tecido de pérolas, que segundo alguns cobria o cenotáfio de Mumtaz.

Outros elementos perderam-se ao longo do tempo, entre eles:
- Os portões de prata do forte de acesso;
- As folhas douradas que cobriam as juntas metálicas das cantarias de mármore em torno dos cenotáfios;
- Numerosas tapeçarias que cobriam os interiores do mausoléu;
- As lâmpadas esmaltadas do interior.

### Plano britânico para demolir o Taj Mahal
Uma historia frequentemente repetida narra que Lord William Bentinck (governador da Índia na década de 1830) pensou em demolir o Taj Mahal e vender o mármore. Em algumas versões do mito, a demolição esteve iminente, mas não começou porque Bentinck foi incapaz de criar uma projeto viável do ponto de vista financeiro. Não há provas da época sobre tal plano, que pode ter sido difundido no final do século XIX quando Bentinck era criticado por seu insistente utilitarismo e Lord Curzon enfatizava a negligência em que haviam incorrido os anteriores responsáveis do monumento, apresentando-se a si mesmo como um salvador do património indiano.
De acordo com John Rosselli, biógrafo de Bentinck, a história foi criada a partir de outros acontecimentos, de tipo diferente: a venda de mármore proveniente do forte de Agra e a de um famoso embora obsoleto canhão, em ambos casos com fins de beneficência.

### O templo de Shiva

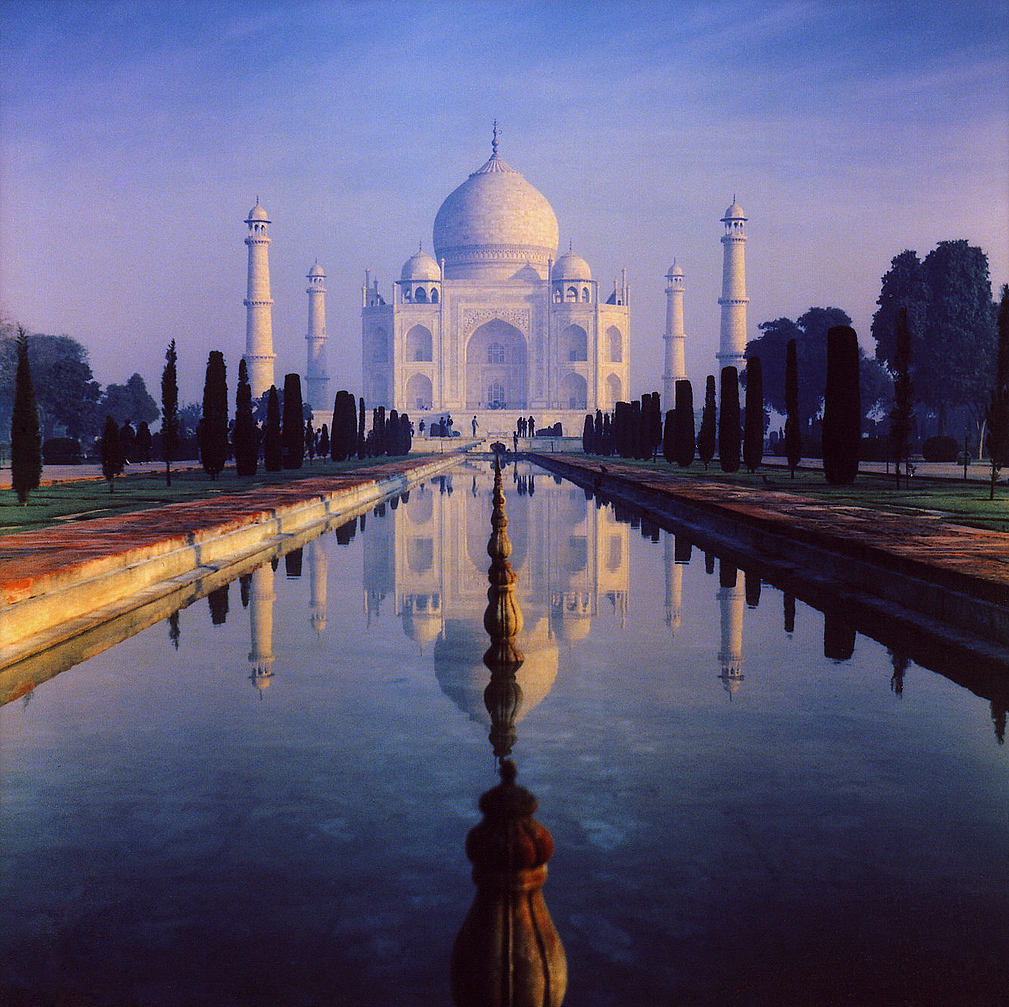
Taj Mahal ao amanhecer

O presidente do instituto revisionista indiano, P.N. Oak (1917-2007), afirmava repetidamente que o Taj Mahal foi na realidade um templo hindu dedicado ao deus Shiva, usurpado e remodelado por Xá Jahan. Segundo ele, o nome original do templo era "Tejo Mahalaya", que logo passou a "Taj Mahal" mediante corrupção fonética.
Oak assegurava também que os túmulos de Humayun, Akbar e Itimiad-u-Dallah, tal como a cidade do Vaticano em Roma, a Caaba em Meca, Stonehenge, e "todos os edifícios históricos" na Índia, foram templos ou palácios hindus.

O Taj é apenas uma mostra típica de como todos os edifícios históricos de origem hindu desde Caxemira ao Cabo Comorim, têm sido atribuídos a este ou aquele governo muçulmano.

Em seguida assegurou que o Taj "não era" um templo de Xiva, mas que poderia ter sido o palácio de um rei do Rajapute. De qualquer modo mantinha a sua acusação de que o monumento era de origem indiana, roubado por Xá Jahan e adaptado como túmulo. Oak assegurava que Mumtaz não estava sepultada ali. Disse também que os numerosos testemunhos da época relativos à construção do Taj Mahal, incluindo os volumosos registos financeiros de Xá Jahan e das suas directivas sobre a obra eram fraudes elaboradas para ocultar a origem hindu.
Estas provocantes acusações fizeram que Oak fosse conhecido pelo público através dos media. Chegaram a iniciar-se demandas judiciais para conseguir a abertura dos cenotáfios e a demolição por parte da alvenaria do primeiro piso, já que nesses "falsos túmulos" e em "salas seladas" se ocultariam vários elementos correspondentes ao Xivalingam ou outro monumento.
As acusações de Oak não são aceitas pelos especialistas, mas estes mitos têm sido igualmente utilizados por vários activistas do nacionalismo hindu.
Em 2000 a Supremo Tribunal de Justiça indeferiu as petições de Oak relativas à declaração de origem hindu do Taj Mahal, e condenou-o a pagar os custos judiciais. De acordo com Oak, a rejeição pelo governo indiano da sua petição é parte de uma conspiração contra o hinduísmo.
Cinco anos depois, o tribunal de Allahabad rejeitou uma petição similar, neste caso interposta por Amar Nath Misrah, um pregador que assegura que o Taj Mahal foi construído pelo rei hindu Parmar Dev em 1196.

## Visões do Taj Mahal

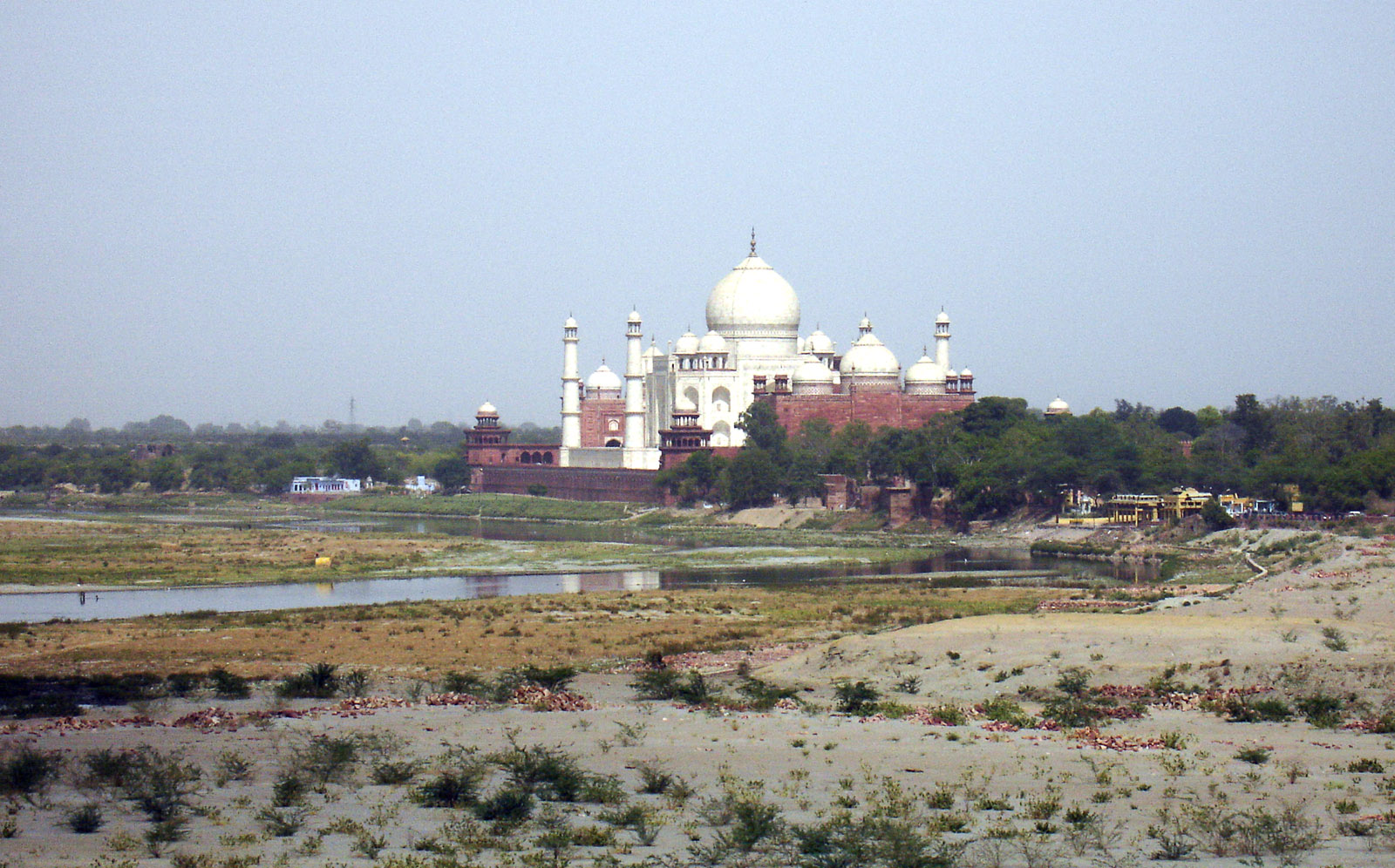
Vista do Taj Mahal a partir do forte de Agra

Ao longo dos séculos o Taj Mahal inspirou a prosa de viajantes, escritores, e outras personalidades de todo o mundo, colocando em relevo a grande carga emocional que representa o monumento:
| “ | Apesar dos seus adornos severos, puramente geométricos, o Taj Mahal flutua. Na cúpula, a imensa cúpula, há algo levemente excessivo, algo que todo o mundo sente, algo doloroso. Documenta a mesma irrealidade. Porque a cor branca não é real, não pesa, não é sólida. Falso abaixo do Sol, falso na claridade da Lua, espécie de pez prateado construído pelo homem com uma ternura nervosa. | ” |

| “ | O Taj Mahal parece a encarnação de todas as coisas puras, de todas as coisas sagradas e de todas as coisas infelizes. Este é o mistério de edifício. | ” |

| “ | Uma lágrima no limiar dos tempos. | ” |